# Paço Alfândega
O Paço Alfândega, antigo Convento dos Padres Oratorianos de São Filipe Néri (1732) e antiga Alfândega de Pernambuco (1826), é um centro comercial da cidade do Recife, capital do estado brasileiro de Pernambuco.
Maior posto alfandegário do Brasil Império, o edifício foi adaptado após a demolição, no início do século XIX, do claustro que o ligava à Igreja Madre de Deus.

## História

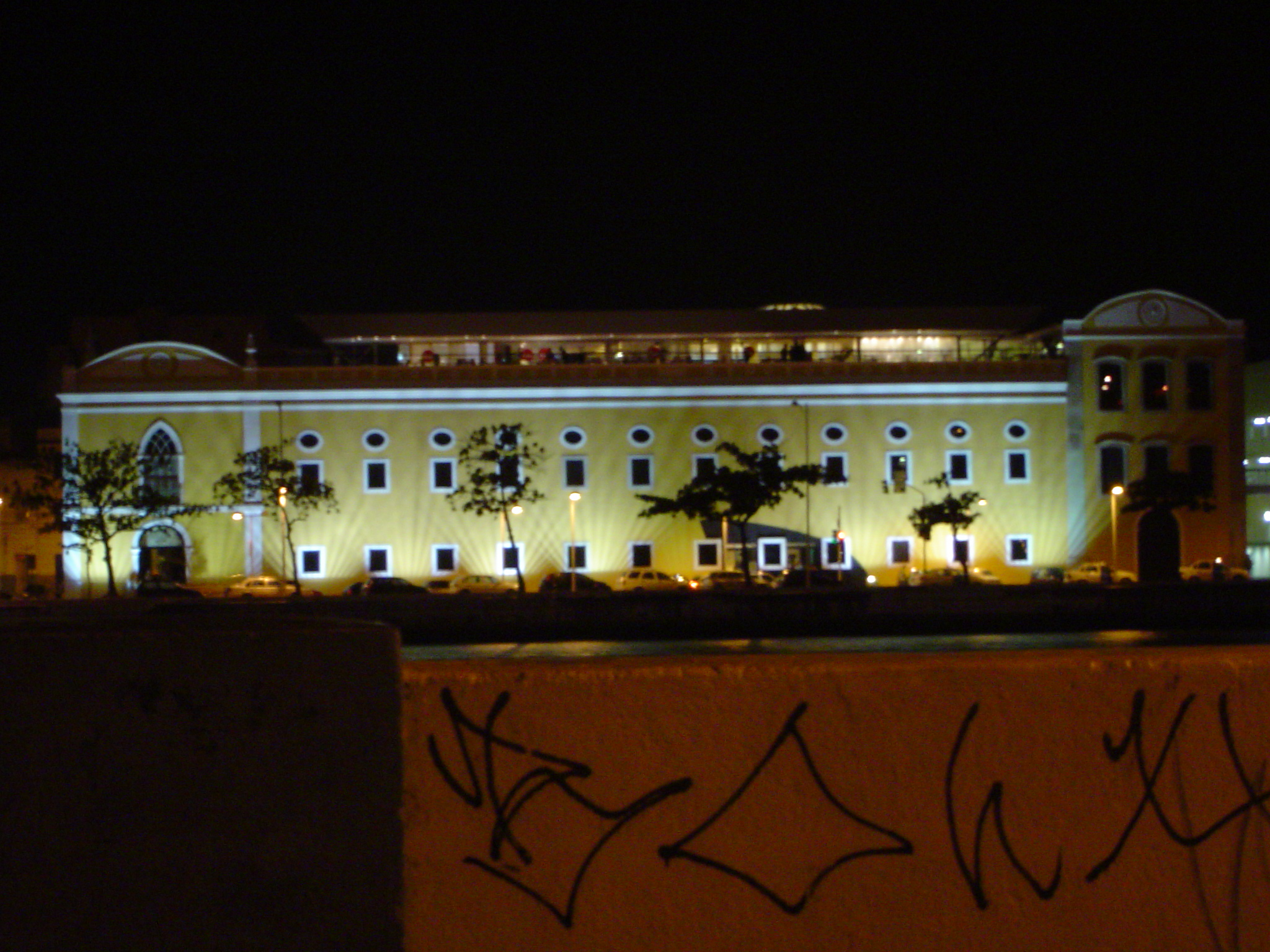
Paço Alfândega, 2007.

O convento dos padres oratorianos foi construído entre 1720 e 1732, ao lado da Igreja Madre de Deus. No início do século XIX, foi separado do templo com a demolição do claustro, criando uma rua que viria a se chamar "Largo da Alfândega", uma vez que o edifício foi adaptado para a Alfândega de Pernambuco.
Em 1932, o imóvel pertencia à Santa Casa de Misericórdia, e foi alugado para a Cooperativa dos Usineiros, que o transformou em um armazém de açúcar. Passou por vários outros usos, chegando a ser um estacionamento de veículos.
Após um longo período de degradação, o edifício foi alvo de um projeto de restauração que o tornou um moderno shopping center.